# Trinità (araldica)

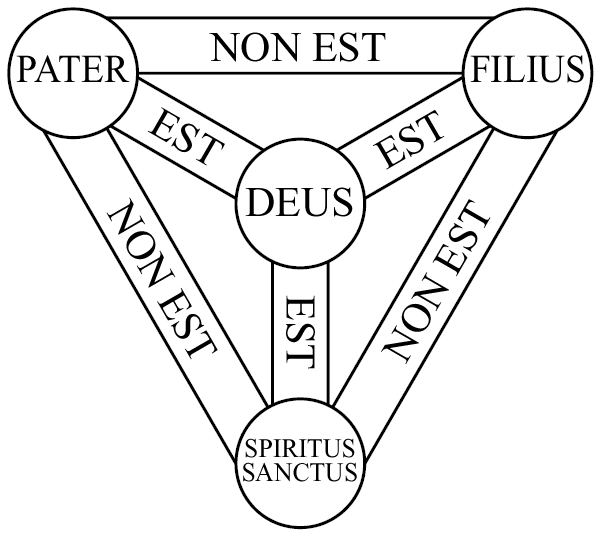
Versione tradizionale in latino dello Scutum Fidei o «scudo della Trinità»

In araldica il termine trinità indica il particolare disegno che esprime la relazione fra le tre Persone di Dio. Dal simbolo atanasiano:
- il Padre è Dio
- il Figlio è Dio
- lo Spirito Santo è Dio
- Dio è il Padre
- Dio è il Figlio
- Dio è lo Spirito Santo
- il Padre non è il Figlio
- il Padre non è lo Spirito Santo
- il Figlio non è il Padre
- il Figlio non è lo Spirito Santo
- lo Spirito Santo non è il Padre
- lo Spirito Santo non è il Figlio

D'azzurro, alla Trinità d'oro, accostata da due cherubini dello stesso, il tutto sostenuto da una nube d'argento (stemma di Saint-Julien-l'Ars, Francia)
Stemma del vescovo della chiesa anglicana di Trinidad e Tobago
Stemma della parrocchia di Trinity, Isola di Jersey
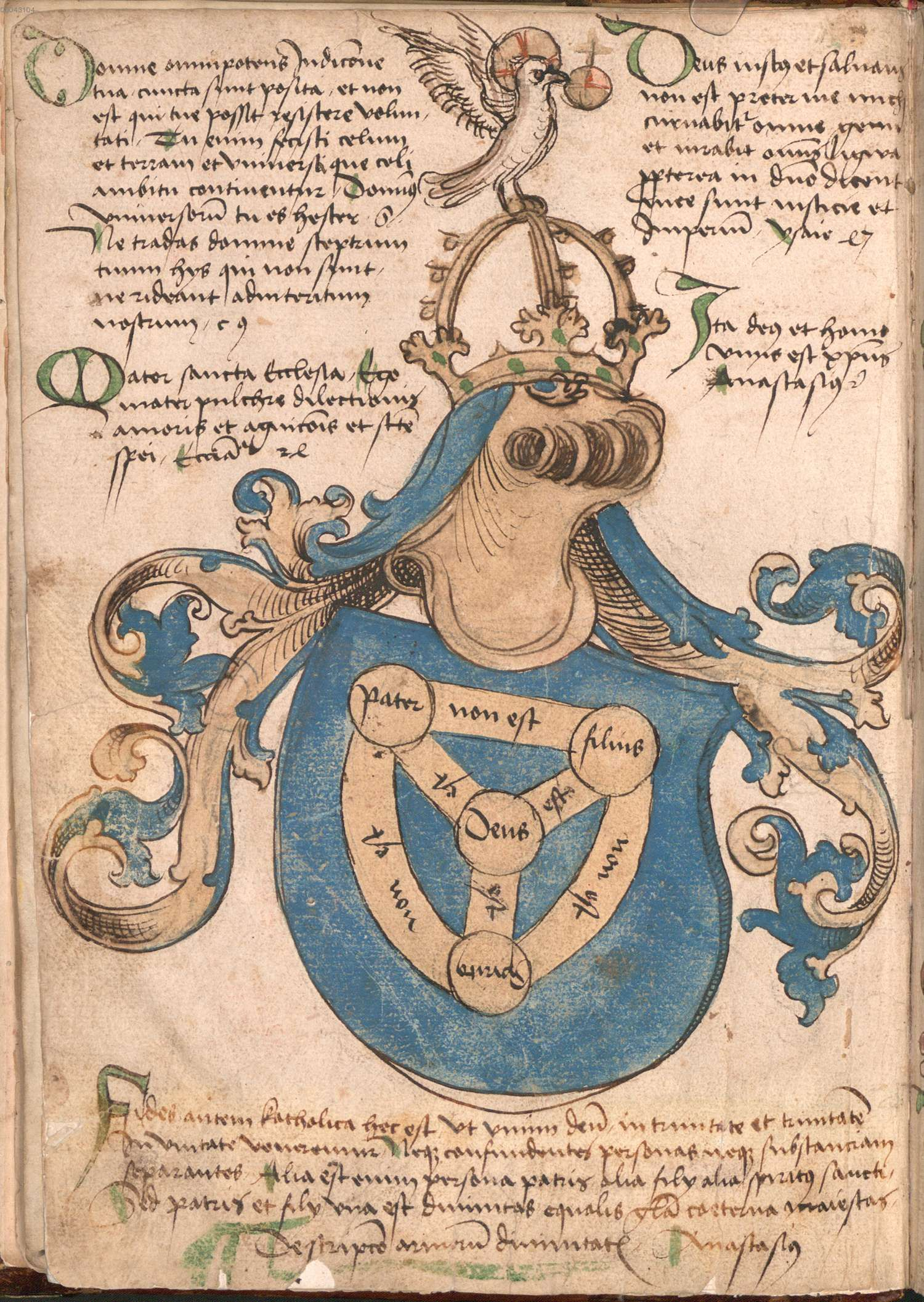
Stemma di Dio (Armoriale Wernigerode, XV secolo)

## Traduzioni
- Francese: Sainte Trinité
- Inglese: Shield of the Trinity
- Latino: Scutum fidei